# آیشواریا لکشمی
آیشواریا لکشمی (به انگلیسی: Aishwarya Lekshmi) (زاده ۶ سپتامبر ۱۹۹۰) بازیگر هندی است.
از کارهای معروف او می‌توان به بازی در فیلم اکشن و پونیین سلوان: قسمت اول و پونیین سلوان: قسمت دوم اشاره کرد.